# Drag Race Belgique (seconda edizione)
La seconda edizione di Drag Race Belgique è andata in streaming in Belgio dal 1º febbraio al 21 marzo 2024 sulla piattaforma Auvio, e in onda su Tipik in chiaro dal 4 febbraio al 24 marzo 2024.
Il 16 gennaio 2024 sono state annunciate le nove concorrenti, provenienti da diverse parti del Belgio, in competizione per ottenere il titolo di Belgique's Next Drag Superstar.
Alvilda, vincitrice dell'edizione, ha guadagnato come premio 20000 €, una fornitura di cosmetici per un anno della NYX Professional Makeup, una corona e uno scettro di Aster Lab Jewels.

## Concorrenti
Le nove concorrenti che prendono parte al reality show sono:
| Concorrente   | Vero nome            | Età | Città                          | Posizionamento |
| ------------- | -------------------- | --- | ------------------------------ | -------------- |
| Alvilda       | Alexandre Croissiaux | 29  | Bruxelles – Bruxelles-Capitale | Vincitrice     |
| La Veuve      | Florian Poullet      | 37  | Bruxelles – Bruxelles-Capitale | 2º posto       |
| Gabanna       |                      | 27  | Bruxelles – Bruxelles-Capitale | 3º/4º posto    |
| Loulou Velvet |                      | 31  | Bruxelles – Bruxelles-Capitale | 3º/4º posto    |
| Chloe Clarke  |                      | 27  | Gand – Fiandre                 | 5º posto       |
| Star          |                      | 43  | Anversa – Fiandre              | 6º posto       |
| Morphæ        |                      | 24  | Bruxelles – Bruxelles-Capitale | 7º posto       |
| Madame Yoko   | Ian Lejeune          | 33  | Lussemburgo – Lussemburgo      | 8º posto       |
| Sarah Logan   | Stephane Logan       | 35  | Liegi – Vallonia               | 9º posto       |

## Tabella eliminazioni
| Ordine | Episodi | Episodi | Episodi | Episodi | Episodi | Episodi | Episodi | Episodi | Episodi       |
| Ordine | 1       | 2       | 3       | 4       | 5       | 6       | 7       | 8       | 8             |
| ------ | ------- | ------- | ------- | ------- | ------- | ------- | ------- | ------- | ------------- |
| 1      | Veuve   | Loulou  | Alvilda | Alvilda | Chloe   | Veuve   | Veuve   | Alvilda | Alvilda       |
| 2      | Alvilda | Alvilda | Chloe   | Gabanna | Alvilda | Alvilda | Gabanna | Gabanna | La Veuve      |
| 3      | Sarah   | Yoko    | Morphæ  | Veuve   | Veuve   | Gabanna | Alvilda | Loulou  | Gabanna       |
| 4      | Star    | Morphæ  | Gabanna | Star    | Loulou  | Loulou  | Loulou  | Veuve   | Loulou Velvet |
| 5      | Yoko    | Gabanna | Loulou  | Chloe   | Gabanna | Chloe   |         |         |               |
| 6      | Loulou  | Star    | Star    | Loulou  | Star    |         |         |         |               |
| 7      | Morphæ  | Veuve   | Veuve   | Morphæ  |         |         |         |         |               |
| 8      | Chloe   | Chloe   | Yoko    |         |         |         |         |         |               |
| 9      | Gabanna | Sarah   |         |         |         |         |         |         |               |

Legenda:
     La concorrente ha vinto la gara
     La concorrente è arrivata in finale ma non ha vinto la gara
     La concorrente è arrivata in finale, ma è stata eliminata
     La concorrente ha vinto la puntata
     La concorrente figura tra le prime ma non ha vinto la puntata
     La concorrente è salva e accede alla puntata successiva (l'ordine di chiamata è casuale)
     La concorrente figura tra le ultime ma non ed è a rischio eliminazione
     La concorrente figura tra le ultime due ed è a rischio eliminazione
     La concorrente è stata eliminata
     La concorrente ha abbandonato la competizione

## Giudici
- Rita Baga
- Lio
- Mustii

### Giudici ospiti
- Cécile Djunga
- Charles
- Coralie Barbier
- Elvis Pompilio
- Gaëlle Garcia Diaz
- Gustaph
- Loïc Nottet
- Marie Guérin
- Nick Coutsier
- Paloma
- Santa
- Tatiana Silva

## Special guest
- Brittany Von Bottoks
- Amanda Tears
- Edna Sorgelsen
- Mocca Bone
- Valenciaga
- Peach
- Madmoiselle Boop
- Susan
- Athena Sorgelikis
- Drag Couenne
- LaDiva Live
- Jimbo

## Riassunto episodi

### Episodio 1 –De Retour!
Il primo episodio della seconda edizione belga si apre con le concorrenti che entrano nell'atelier. La prima a entrare è Sarah Logan, l'ultima è Morphæ. Rita Baga fa il suo ingresso annunciando l'inizio di una nuova edizione e dando il benvenuto alle concorrenti.
- La mini sfida: le concorrenti devono fare un servizio fotografico sopra ad un unicorno meccanico. La vincitrice della mini sfida è Alvilda.
- La sfida principale: le concorrenti prendono parte a una gara di talenti, esibendosi davanti ai giudici. Rita Baga ritorna nell'atelier per vedere i preparativi della sfida, inoltre, aiuta le concorrenti con vari consigli su come dare il massimo per mostrare il proprio talento. Le concorrenti decidono di esibirsi nelle seguenti categorie:

| Concorrente   | Talento dell'esibizione |
| ------------- | ----------------------- |
| Sarah Logan   | Burlesque               |
| Alvida        | Danza del fuoco         |
| Star          | Cabaret                 |
| Madame Yoko   | Canto                   |
| Gabanna       | Canto                   |
| La Veuve      | Stand-up comedy         |
| Loulou Velvet | Burlesque               |
| Chloe Clarke  | Tutorial di danza       |
| Morphæ        | Pianoforte              |

Giudici ospiti della puntata sono Tatiana Silva e Paloma. Il tema della sfilata è Drache Nationale, dove le concorrenti devono sfoggiare un abito perfetto per una giornata di pioggia.  Rita Baga dichiara Sarah, Star, Yoko e Loulou salve e lascia le altre concorrenti sul palco per le critiche. Gabanna e Chloe Clarke sono le peggiori, mentre La Veuve è la migliore della puntata. 
- L'eliminazione: Gabanna e Chloe Clarke vengono chiamate ad esibirsi con la canzone Rain on Me di Lady Gaga e Ariana Grande. Chloe Clarke si salva, ma Rita Baga decide di non voler fare eliminazioni per festeggiare la prima puntata. Quindi anche Gabanna viene dichiarata salva.

### Episodio 2 –Drag-en-Ciel
Il secondo episodio si apre con le concorrenti che rientrano nell'atelier dopo la mancata eliminazione, con Chloe e Gabanne grate di avere ancora una possibilità per dimostrare le sue qualità. Intanto le concorrenti si complimentano con La Veuve per aver vinto la prima sfida dell'edizione.
- La mini sfida: le concorrenti devono vestirsi da astiste marziali, e successivamente prendere parte ad un provino per il prossimo film di Jean-Claude Van Damme, dove a turno devono mostrare a Rita Baga le loro mosse migliori. La vincitrice della mini sfida è Madame Yoko.
- La sfida principale: le concorrenti devono realizzare un outfit usando unicamente materiali e tessuti monocromatici. Avendo vinto la mini sfida, Yoko ha la possibilità di decidere l'ordine di pesca delle concorrenti. Rita Baga fa il suo ritorno nell'atelier offrendo alle concorrenti consigli su come eccellere nella sfida di design.

| Concorrente   | Colore di riferimento |
| ------------- | --------------------- |
| Alvilda       | Arancione             |
| Chloe Clarke  | Rosso                 |
| Gabanna       | Giallo                |
| La Veuve      | Viola                 |
| Loulou Velvet | Bianco                |
| Madame Yoko   | Blu                   |
| Morphæ        | Nero                  |
| Star          | Rosa                  |
| Sarah Logan   | Verde                 |

Giudici ospiti della puntata sono Elvis Pompilio e Marie Guérin. Il tema della sfilata è Drag-en-Ciel, dove le concorrenti devono presentare l'abito appena creato. Rita Baga dichiara Morphæ, Gabanna e Star salve, e lascia le altre concorrenti sul palco per le critiche. Chloe Clarke e Sarah Logan sono le peggiori, mentre Loulou Velvet è la migliore della puntata.
- L'eliminazione: Chloe Clarke e Sarah Logan vengono chiamate ad esibirsi con la canzone Mad About You degli Hooverphonic. Chloe Clarke si salva, mentre Sarah Logan viene eliminata dalla competizione.

### Episodio 3 –Jawadde Dadde
Il terzo episodio si apre con le concorrenti che rientrano nell'atelier dopo l'eliminazione di Sarah, molto tristi della sua uscita. Il giorno dopo nell'atelier le concorrenti discutono sulle sfide che le attendono in futuro.
- La mini sfida: le concorrenti devono far scoppiare dei palloncini, pieni di coriandoli colorati, appesi ai membri della Frites Crew, in modo da determinare le squadra per la sfida principale. Il primo team è composto da Loulou, Star, Yoko e Chloe, mentre il secondo è formato da Veuve, Alvilda, Gabanna e Morphæ.

- La sfida principale: le concorrenti, divise in due gruppi, devono scrivere, produrre e coreografare un numero da girl group. Durante la scrittura del pezzo, le concorrenti vengono raggiunte da LaDiva Live, che offre loro consigli e aiuto sulla composizione musicale. Successivamente ogni gruppo raggiunge il palco principale per organizzare la coreografia, il gruppo di Loulou ha avuto problemi sull'organizzazione della coreografia, mentre il gruppo di Alvida è molto preparato per l'esibizione.

| Concorrenti   | Nome girl group | Brano della performance           |
| ------------- | --------------- | --------------------------------- |
| Chloe Clarke  | SLYC            | "Attitude" (SLYC Remix)           |
| Loulou Velvet | SLYC            | "Attitude" (SLYC Remix)           |
| Madame Yoko   | SLYC            | "Attitude" (SLYC Remix)           |
| Star          | SLYC            | "Attitude" (SLYC Remix)           |
| Alvilda       | Identitties     | "Be Yourself" (Identitties Remix) |
| Gabanna       | Identitties     | "Be Yourself" (Identitties Remix) |
| La Veuve      | Identitties     | "Be Yourself" (Identitties Remix) |
| Morphæ        | Identitties     | "Be Yourself" (Identitties Remix) |

Giudice ospite della puntata è Gaëlle Garcia Diaz. Il tema della sfilata è Art Nouveau, dove le concorrenti devono sfoggiare un abito ispirato all'omonima corrente artistica. Rita Baga dichiara Morphæ, Gabanna e Loulou salve, e lascia le altre concorrenti sul palco per le critiche. Madame Yoko e La Veuve sono le peggiori, mentre Alvilda è la migliore della puntata.
- L'eliminazione: Madame Yoko e La Veuve vengono chiamate ad esibirsi con la canzone Bruxelles je t'aime di Angèle. La Veuve si salva, mentre Madame Yoko viene eliminata dalla competizione.

### Episodio 4 –Mascarade
Il quarto episodio si apre con le concorrenti che rientrano nell'atelier dopo l'eliminazione di Yoko, con Veuve pronta a tutto per dimostrare il suo talento ai giudici. Il giorno successivo nell'atelier anche Morphæ e Gabanna sono determinate ad essere tra le migliori della settimana.
- La mini sfida: le concorrenti prendono parte ad una gara di cha cha cha, dove a turno devono mostrare a Rita Baga la loro coreografia migliore. La vincitrice della mini sfida è Star.
- La sfida principale: le concorrenti devono scrivere ed esporre in maniera comica un discorso politico, impersonando un'ipotetica ministra del primo governo di drag queen.  Avendo vinto la mini sfida, Star ha la possibilità di assegnare i ministeri e il relativo tema a tutte le concorrenti. Una volta scritte le battute, ogni concorrente raggiunge il palco principale dove ricevono consigli da Rita Baga su come essere divertenti durante un numero di stand-up comedy.

| Concorrente   | Ministero                           | Tipologia    |
| ------------- | ----------------------------------- | ------------ |
| Alvilda       | Ministère du Shade                  | Insulto      |
| Chloe Clarke  | Ministère de l'Acceptation          | Accettazione |
| Gabanna       | Ministère de la Fashion             | Moda         |
| La Veuve      | Ministère du Fame                   | Fama         |
| Loulou Velvet | Ministère du Move                   | Movimento    |
| Morphæ        | Ministère de la Plénitude Sensuelle | Sensualità   |
| Star          | Ministère du Makeover de la Société | Sociologia   |

Giudice ospite della puntata è Gustaph. Il tema della sfilata è Mille et une Belgique à l'Eurovision, dove le concorrenti devono sfoggiare un abito ispirato ad un rappresentante belga dell'Eurovision Song Contest. Rita Baga dichiara Veuve e Star salve, e lascia le altre concorrenti sul palco per le critiche. Durante l'Untucked, nonostante i vari consigli delle altre concorrenti e di Rita, Morphæ decide di abbandonare definitivamente la competizione. Loulou Velvet è la peggiore, mentre Alvilda è la migliore della puntata.
- L'eliminazione: Nonostante il ritiro di Morphæ, Loulou Velvet viene chiamata a esibirsi con la canzone Toy di Netta. Dopo un'esibizione fantastica da parte sua, Rita annuncia che Loulou Velvet si salva dall'eliminazione.

### Episodio 5 –Snatch Game
Il quinto episodio si apre con le concorrenti che rientrano nell'atelier dopo la scioccante autoeliminazione di Morphæ, che rispettano la sua scelta di abbandonare la gara per prendersi cura di se stessa. Successivamente, le concorrenti si complimentano con Alvilda per la sua seconda vittoria.
- La mini sfida: le concorrenti devono pescare a sorte un pupazzo che rappresenti una delle altre concorrenti, metterlo in drag e fare un siparietto comico imitando l'altra concorrente. Avendo vinto la puntata precedente, Alvilda ha la possibilità di assegnare i pupazzi a tutte le concorrenti. La vincitrice della mini sfida è La Veuve.
- La sfida principale: le concorrenti prendono parte alla sfida più attesa in ogni edizione dello show, lo Snatch Game. Cécile Djunga e Charles sono le concorrenti del gioco. Le concorrenti devono scegliere una celebrità e impersonarla per l'intero gioco, con lo scopo di essere il più divertenti possibili. Rita Baga ritorna nell'atelier per vedere quali personaggi sono stati scelti, inoltre, aiuta le concorrenti con vari consigli per dare il meglio nel gioco. Le celebrità scelte dalle concorrenti sono state:

| Concorrente   | Celebrità impersonata |
| ------------- | --------------------- |
| Alvilda       | Anne Dorval           |
| Chloe Clarke  | Golluma               |
| Gabanna       | Frida Kahlo           |
| La Veuve      | Giovanna d'Arco       |
| Loulou Velvet | Yolande Moreau        |
| Star          | Cappuccetto Rosso     |

Giudici ospiti della puntata sono Cécile Djunga e Charles. Il tema della sfilata è En Rolleurs, Baby!, dove le concorrenti devono sfoggiare un abito con dei pattini a rotelle. Rita Baga dichiara Veuve e Loulou salve, e lascia le altre concorrenti sul palco per le critiche. Gabanna e Star sono le peggiori, mentre Chloe Clarke è la migliore della puntata.
- L'eliminazione: Gabanna e Star vengono chiamate ad esibirsi con la canzone My Head & My Heart di Ava Max. Gabanna si salva, mentre Star viene eliminata dalla competizione.

### Episodio 6 –Le Crime du Drag Express
Il sesto episodio si apre con le concorrenti che rientrano nell'atelier dopo l'eliminazione di Star, al settimo cielo per essere le ultime cinque rimaste. Il giorno successivo nell'atelier le concorrenti discutono su quali sfide le attenderanno in futuro dopo lo Snatch Game.
- La mini sfida: le concorrenti devono "leggersi" a vicenda, ovvero dire qualcosa di cattivo ma facendolo in modo scherzoso. La vincitrice della mini sfida è La Veuve.
- La sfida principale: le concorrenti devono recitare nel giallo Le Crime du Drag Express, parodia del romanzo Assassinio sull'Orient Express. Avendo vinto la mini sfida, Veuve ha la possibilità di assegnare i vari ruoli della sfida. Durante l'assegnazione dei copioni molte concorrenti hanno delle preferenze sui vari ruoli da fare, ma alla fine Veuve decide di basarsi sulle abilità di ognuna.

| Concorrente   | Personaggio interpretato |
| ------------- | ------------------------ |
| Alvilda       | La Comtesse              |
| Chloe Clarke  | Henrietta                |
| Gabanna       | La Duchesse              |
| La Veuve      | Herculea Poirot          |
| Loulou Velvet | La Responsable           |

Giudice ospite della puntata è Coralie Barbier. Il tema della sfilata è Tenues Saxy, dove le concorrenti devono sfoggiare un abito ispirato ad un sassofono. Dopo la sfilata e le critiche dei giudici, Rita Baga dichiara Loulou Velvet e Chloe Clarke le peggiori, mentre La Veuve è la migliore della puntata.
- L'eliminazione: Loulou Velvet e Chloe Clarke vengono chiamate ad esibirsi con la canzone Trustfall di P!nk. Loulou Velvet si salva, mentre Chloe Clarke viene eliminata dalla competizione.

### Episodio 7 –Paquets Cadeaux
Il settimo episodio si apre con le concorrenti che rientrano nell'atelier dopo l'eliminazione di Chloe, che si complimentano con La Veuve per la sua seconda vittoria. Il giorno successivo si discute su chi potrebbe essere la prossima eliminata e su chi riuscirà ad accedere alla finale.
- La sfida principale: le concorrenti devono fare un make-over, cioè truccare e preparare un loro familiare o amico per farli diventare simili in drag. Mentre le concorrenti e i conoscenti si preparano per la sfida, li raggiunge nuovamente Rita Baga, che dà aiuto e parla del supporto dei conoscenti nei confronti delle concorrenti.

| Concorrente   | Conoscente (Nome Reale) | Conoscente (Nome in Drag) |
| ------------- | ----------------------- | ------------------------- |
| Alvilda       | Sébastien               | Gurita                    |
| Gabanna       | Alan                    | Dulce                     |
| La Veuve      | Julien                  | L'Orpheline               |
| Loulou Velvet | Nathoo                  | Nana Velvet               |

Giudice ospite della puntata è Loïc Nottet. Il tema della sfilata è Portraits de Famille, dove le concorrenti e i conoscenti devono sfoggiare due abiti che rappresentano la loro famiglia drag. Dopo la sfilata e le critiche dei giudici, Rita Baga dichiara Alvilda e Loulou Velvet le peggiori, mentre La Veuve è la migliore della puntata ed accede alla finale, Gabanna si salva ed accede alla finale.
- L'eliminazione: Alvilda e Loulou Velvet vengono chiamate ad esibirsi con la canzone Mr/Mme di Loïc Nottet. Loulou Velvet si salva, mentre Chloe Clarke viene eliminata dalla competizione. Dopo un'esibizione fantastica da parte di entrambe, Rita Baga annuncia che sia Alvilda e Loulou Velvet sono salve ed entrambe accedono alla finale.

### Episodio 8 –La Finale
L'ottavo ed ultimo episodio di quest'edizione si apre con le finaliste che ritornano nell'atelier, discutendo dei punti di forza ed i punti deboli di ognuna, inoltre si discute su chi riuscirà a vincere quest'edizione ed il titolo di prossima Drag Superstar belga.
Per l'ultima prova, prima di incoronare la vincitrice di quest'edizione, le concorrenti devono cantare, ballare ed esibirsi dal vivo sulla canzone L'union fait la force e poi devono prendere parte ad un'intervista con Rita Baga.
Una volta scritto il pezzo, ogni concorrente va nella sala registrazione, dove Santa da loro consigli e aiuto per la registrazione del pezzo. Per la realizzazione della coreografia, le concorrenti raggiungono successivamente il palcoscenico principale, dove il coreografo Nick Coutsier insegna i vari passi della coreografia. Nel frattempo a una ad una le concorrenti prendono parte all'intervista con Rita Baga che pone domande sulla loro esperienza in questa edizione di Drag Race Belgique.
I giudici della puntata sono: Rita Baga, Lufy, Mustii con Nick Coutsier e Santa in qualità di giudici ospiti. Il tema della sfilata è Drag Excellence, dove tutte le concorrenti dell'edizione devono sfilare con il loro vestito migliore.
Dopo le critiche, Rita Baga dichiara Alvida la migliore della sfida e, inoltre, annuncia che le finalista si sfideranno in un torneo di playback per decretare la vincitrice dell'edizione. Viene poi eletta la prima Miss Simpatia che, come accade nella versione statunitense, è stata selezionata dal voto di tutte le concorrenti. A vincere il titolo è stata Star.
Avendo vinto la sfida, Alvida ha la possibilità di scegliere la sua avversaria da sfidare nel primo round, scegliendo Gabanna, quindi La Veuve e Loulou si sfideranno insieme nel secondo playback. Alvida e Gabanna si esibiscono in playback con la canzone Physical di Dua Lipa. Alvilda riesce a passare alla sessione finale, mentre Gabanna viene eliminata. La Veuve e Loulou Velvet si esibiscono in playback con la canzone Warrior di Oscar and the Wolf. Alla fine dell'esibizione La Veuve riesce a passare alla sessione finale, mentre Loulou Velvet viene eliminata.
Nel duello finale, si scontrano Alvilda e La Veuve con la canzone Too Young degli Hyphen Hyphen. Dopo l'esibizione, Rita Baga dichiara Alvilda vincitrice della seconda edizione di Drag Race Belgique.